# Coelotrochus
Coelotrochus là một chi ốc biển nhỏ, là động vật thân mềm chân bụng sống ở biển trong họ Trochidae, họ ốc đụn.

## Các loài
Các loài trong chi Coelotrochus gồm có:
- † Coelotrochus avarus (Suter, 1917)
- † Coelotrochus bibaphus (Bartrum & Powell, 1928)
- † Coelotrochus browni (C. A. Fleming, 1943)
- Coelotrochus carinatus (B. A. Marshall, 1998)
- Coelotrochus carmesinus (Webster, 1908)
- Coelotrochus chathamensis (Hutton, 1873)
- Coelotrochus davegibbsi (B. A. Marshall, 1998)
- † Coelotrochus fossilis (Finlay, 1926)
- † Coelotrochus gracilis (Laws, 1936)
- Coelotrochus oppressus (B. A. Marshall, 1998)
- Coelotrochus polychromus (B. A. Marshall, 1998)
- Coelotrochus rex (B. A. Marshall, 1998)
- Coelotrochus tiaratus (Quoy & Gaimard, 1834)
- Coelotrochus viridis (Gmelin, 1791)